# Vlastimil Bedrna
Vlastimil Bedrna (ur. 8 lutego 1929 w Pradze, zm. 6 marca 2018) – czeski aktor teatralny i filmowy.
Studiował aktorstwo na Wydziale Teatralnym Akademii Sztuk Scenicznych w Pradze.
Był jednym z założycieli teatru Rokoko.
Zagrał pomniejsze role w filmach: Všude žijí lidé (1960), Florián (1961), Bubny (1965), Limonádový Joe aneb Koňská opera (1964), Smrt na černo (1976), Božská Ema (1979), Zlaté rybky (1977), Zakázaný výlet (1981), Pozor, vizita! (1981), Fandy, ó Fandy (1983), Slasti Otce vlasti (1969), Na kolejích čeká vrah (1970), Svatby pana Voka (1970), Velká filmová loupež (1986), Krvavý román (1993).
Pracował także w dubbingu (m.in. Simpsonowie). W 2005 roku otrzymał nagrodę Františka Filipovskiego za całokształt dorobku w tej dziedzinie.
W 1999 roku otrzymał nagrodę Senior Prix od fundacji Život umělce.